# 陳忠 (成化乙未進士)
陳忠（1442年—？），字思敬，山東青州府莒州人，民籍，明朝政治人物。

## 生平
早年出身州學生，山東鄉試第二十三名。成化十一年（1475年）乙未科會試第一百十八名，殿試登進士第三甲第一百零一名。任直隸高陽縣知縣。

## 家族
曾祖父陳良。祖父陳善。父亲陳安，曾任義官。